# Lázaro Cárdenas, Uxpanapa
Lázaro Cárdenas är en ort i Mexiko.   Den ligger i kommunen Uxpanapa och delstaten Veracruz, i den sydöstra delen av landet, 500 km öster om huvudstaden Mexico City. Lázaro Cárdenas ligger 94 meter över havet och antalet invånare är 119.
Terrängen runt Lázaro Cárdenas är platt. Runt Lázaro Cárdenas är det ganska glesbefolkat, med 29 invånare per kvadratkilometer. Närmaste större samhälle är Poblado 10, 15,6 km sydost om Lázaro Cárdenas. Omgivningarna runt Lázaro Cárdenas är en mosaik av jordbruksmark och naturlig växtlighet.